# L'Impossible Aveu
Pour plus de détails, voir Fiche technique et Distribution.
L'Impossible Aveu est un film français réalisé par Giuseppe Guarino et sorti en 1935.

## Fiche technique
- Réalisation : Giuseppe Guarino (sous le pseudonyme Guarino Glavany)
- Scénario : Giuseppe Guarino
- Production :  Audax Films
- Pays d'origine :  France
- Langue originale : français
- Format :  Noir et blanc
- Genre : Comédie dramatique
- Durée : 84 minutes
- Date de sortie : 
  - France - 7 juin 1935

## Distribution
- Charles Vanel : Fred
- Charlotte Dauvia : Gaby
- Pierre Mingand : André Richard
- Raymond Cordy : le patron du bal
- Camille Bert : l'intendant
- Jacqueline Made : Jeanne
- Madeleine Guitty : la patronne du bal